# 2010年の韓国シリーズ
2010年の韓国シリーズは、公式戦1位のSKワイバーンズとプレーオフ勝者の2位三星ライオンズ間で10月15日から10月19日まで開催され、SKが4連勝で通算3回目の優勝を果たした。打率.308・1本塁打・4打点を記録した朴正権が韓国シリーズMVPを受賞した。

## 準プレーオフ
2010年の準プレーオフでは、斗山ベアーズと3年連続ポストシーズン進出に成功したロッテ・ジャイアンツが2009年に続き、5戦3先勝制の勝負を繰り広げた。第1戦と第2戦はロッテが勝利したが、斗山が第3戦で辛勝したのを皮切りに第4戦と第5戦で圧勝し、ロッテを破ってプレーオフ進出に成功した。

## プレーオフ
2010年のプレーオフでは、三星ライオンズと準プレーオフ勝者である斗山ベアーズが韓国シリーズ進出をかけて争ったが、3勝2敗で三星ライオンズが劇的勝利でシリーズ進出に成功した。第5戦の延長11回裏、孫時憲の失策で三星が勝利した。プレーオフMVPには三星の朴漢伊が選ばれた。
| ステージ     | 勝利チーム                  | 成績   | 星取表 | 敗戦チーム                        |
| ------------ | --------------------------- | ------ | ------ | --------------------------------- |
| 準プレーオフ | 斗山ベアーズ（公式戦3位）   | 3勝2敗 | ●●○○○  | ロッテ・ジャイアンツ（公式戦4位） |
| プレーオフ   | 三星ライオンズ（公式戦2位） | 3勝2敗 | ○●●○○  | 斗山ベアーズ（公式戦3位）         |

## 韓国シリーズ

### 第1戦 10月15日・文鶴野球場
第1戦は先発投手でSKは金廣鉉が、サムスンはティム・レディングが先発登板。
初戦から再三の逆転劇が繰り広げられた。三星は2-3と1点リードされた5回裏に二死満塁から押し出し四球と金宰炫の左翼方向への2点適時打で5-3として逆転に成功した。三星が6回表に康奉珪のソロ本塁打で再び1点差に迫ったが、SKは6回裏の攻撃で朴正権の右翼越え2点本塁打などで計4点を加えて9-4と差を広げた。三星は8回表に朴錫珉がソロ本塁打を放ったが、試合の大勢には影響がなかった。
|                | 1 | 2 | 3 | 4 | 5 | 6 | 7 | 8 | 9 | R | H  | E |
| -------------- | - | - | - | - | - | - | - | - | - | - | -- | - |
| 三星ライオンズ | 0 | 0 | 0 | 0 | 3 | 1 | 0 | 1 | 0 | 5 | 5  | 1 |
| SKワイバーンズ | 1 | 0 | 1 | 0 | 3 | 4 | 0 | 0 | - | 9 | 11 | 0 |

1. 勝利：鄭ウラム（1勝）
2. 敗戦：權奕（1敗）
3. 本塁打
三星：康奉珪1号ソロ（6回、鄭ウラム）、朴錫珉1号ソロ（8回、鄭大炫
SK：朴正権1号2ラン（6回、李宇善）

### 第2戦 10月16日・文鶴野球場
SKは0-1と1点リードされた4回裏に崔廷が左翼越えの2点本塁打（飛距離120m）を放ち、逆転した。崔廷は6回裏にも左翼越えのソロ本塁打（飛距離110m）を放った。8回裏には朴勍完が左翼越えのソロ本塁打（飛距離115m）を放ち、勝負を刺した。
|                | 1 | 2 | 3 | 4 | 5 | 6 | 7 | 8 | 9 | R | H | E |
| -------------- | - | - | - | - | - | - | - | - | - | - | - | - |
| 三星ライオンズ | 0 | 1 | 0 | 0 | 0 | 0 | 0 | 0 | 0 | 1 | 5 | 0 |
| SKワイバーンズ | 0 | 0 | 0 | 2 | 0 | 1 | 0 | 1 | - | 4 | 9 | 0 |

1. 勝利：全炳斗（1勝）
2. セーブ：宋恩範（1S）
3. 敗戦：車雨燦（1敗）
4. 本塁打
SK：崔廷1号2ラン（4回、車雨燦）、崔廷2号ソロ（6回、車雨燦）、朴勍完1号ソロ（8回、權奕）

### 第3戦 10月18日・大邱市民野球場
SKが1点リードのまま試合が進み、8回表に2点を追加して1-4と差を広げた。三星も9回裏に暴投で1点を返したが、その後の打者が凡退した。
|                | 1 | 2 | 3 | 4 | 5 | 6 | 7 | 8 | 9 | R | H | E |
| -------------- | - | - | - | - | - | - | - | - | - | - | - | - |
| SKワイバーンズ | 2 | 0 | 0 | 0 | 0 | 0 | 0 | 2 | 0 | 4 | 8 | 0 |
| 三星ライオンズ | 1 | 0 | 0 | 0 | 0 | 0 | 0 | 0 | 1 | 2 | 7 | 0 |

1. 勝利：李丞鎬（1勝）
2. セーブ：李承浩（1S）
3. 敗戦：裵英洙（1敗）

### 第4戦 10月19日・大邱市民野球場
SKは4回表に一死満塁から押し出し四球で先制点を挙げた後、次の打者朴正権が2点適時二塁打を記録し、 0-3とリードした。6回表にも朴勍完の左翼前適時打で1点を追加した。崖っぷちに追い込まれた三星は代打攻勢に出るが、好機で何度も凡打や三振で退いた。しかし、三星は8回裏に押し出し四球で1点を返した。9回裏には代打の康奉珪が左翼前適時打を記録して2-4まで追いついた。しかし、これ以上は得点出来ずにSKは4戦全勝で通算3回目の韓国シリーズ優勝を果たした。SKはこの後に台湾プロ野球優勝チームの兄弟エレファンツ、日本プロ野球優勝チームの千葉ロッテマリーンズと激突を繰り広げることになった。SKの朴正権が記者団投票で71票中38票を得票し、韓国シリーズMVPを受賞した。
|                | 1 | 2 | 3 | 4 | 5 | 6 | 7 | 8 | 9 | R | H | E |
| -------------- | - | - | - | - | - | - | - | - | - | - | - | - |
| SKワイバーンズ | 0 | 0 | 0 | 3 | 0 | 1 | 0 | 0 | 0 | 4 | 8 | 2 |
| 三星ライオンズ | 0 | 0 | 0 | 0 | 0 | 0 | 0 | 1 | 1 | 2 | 5 | 0 |

1. 勝利：全炳斗（2勝）
2. セーブ：金廣鉉（1S）
3. 敗戦：張洹三（1敗）

- SKワイバーンズが4勝0敗で韓国シリーズ優勝。